# حارث الضاري
حارث بن سليمان الضاري الشمري (1941 - 21 جمادى الأولى 1436 هـ / 12 مارس 2015) هو أمين عام هيئة علماء المسلمين العراقية سابقاً. كان يُقيم في العاصمة الأردنية عمان منذ الاحتلال الأمريكي للعراق، وهو من أكبر المُناهضين للاحتلال الأمريكي ولطريقة الحكم الحالية في العراق.

## نشأته
ولد في ناحية أبو غريب في بغداد عام 1360هـ/ 1941م، وتعلم القرآن في قريتهِ على الملا طيب أحمد السرحان ثم أنتسب إلى مدرسة التربية الإسلامية في بغداد، ومنها انتقل إلى المدرسة العلمية الدينية في الفلوجة، التي أكمل فيها الدراسة الأولية، وحصل على الشهادة الثانوية منها، ثم واصل دراستهِ على عدد من علماء بغداد ومنهم الشيخ فؤاد الآلوسي، والشيخ عبد القادر الخطيب، والشيخ نجم الدين الواعظ، وعين بعدها إماماً في مسجد المدني بالكرخ عام 1962، ثم سافر إلى القاهرة والتحق بجامعة الأزهر سنة 1963م، حيث حصل على شهادة الليسانس العالية بكلية أصول الدين والحديث والتفسير، ثم دخل الدراسات العليا وحصل على شهادة الماجستير في التفسير سنة 1969م، وعين مفتشاً في وزارة الأوقاف سنة 1969، ومعيداً في كلية الإمام الأعظم سنة 1970، وبعدها سجل في شعبة الحديث، فأخذ منها أيضاً شهادة الماجستير سنة 1971م، وبعد ذلك سجل رسالة الدكتوراه في علم الحديث، وحصل عليها سنة 1978م.

## عمله
عاد بعدها إلى العراق وعمل في دائرة الأوقاف، ثم بعد ذلك نُقل إلى جامعة بغداد بوظيفة معيد، فمدرس، فأستاذ مساعد، فأستاذ. قضى في التعليم الجامعي أكثر من 32 عاماً، وتقاعد بعد أن عمل في عدة جامعات عربية، ومنها جامعة اليرموك في الأردن، وجامعة عجمان في الإمارات العربية المتحدة، وكلية الدراسات الإسلامية والعربية في دبي، وقد عاد إلى العراق بعد سقوط بغداد في 1 تموز/يوليو 2003.

## مؤلفاته
لهُ بحوث ومؤلفات عديدة معظمها في علوم الحديث النبوي طبع منها:
- الإمام الزهري وأثرهُ في السنة.
- التعارض بين الأحاديث وكيفية دفعهُ عند المحدثين.
- التدليس وحكمهُ عند المحدثين.
- الإدراج، درجتهُ وحكمه عند المحدثين.
- الإسناد نشأتهُ وأهميته.
- الإمام مجد الدين ابن الأثير وجهودهُ في الحديث الشريف.
- محاضرات في علوم الحديث.
- تفسير القرآن الكريم للمرحلة الثانوية، بالاشتراك مع الدكتور المساعد مسلم آل الجعفر.[6]

## معارضته للحكم
تعتبره الحكومة العراقية إرهابياً وأصدرت مذكرة اعتقال بحقه، وهو يعتبر نفسه من الخط الوطني الذي يدافع عن وحدة الشيعة مع السنة، ويعتقد أن الشيعة ليسوا مسؤولين عن حوادث القتل الجماعي التي تعرض لها السنة بعد الاحتلال في 2003. ويركز على قضية وحدة العراق، وللشيخ مواقف مضطربة من الأحداث في العراق بعد الاحتلال الأمريكي 2003، فهو من جهة يؤيد انتفاضة ما يسمى بالمقاومة العراقية ضد الاحتلال الأمريكي ويؤيد في نفس الوقت التقارب مع الشيعة الذين يؤيدون الاحتلال ويعتبرونه تحريرا من نظام حكم صدام حسين الذي يعتبرونه نظاما معاديا لهم.
اتُهم الشيخ بمساندة بعض القوى الإرهابية مثل القاعدة وداعش، وبعض فصائل المعارضة المسلحة، وينسبون إلى الشيخ حارث الضاري دخول مجاميع من القاعدة إلى ساحات اعتصام الرمادي مما مهد للمالكي اقتحام الساحة التي كانت تعد أهم ساحة اعتصام للسنة في العراق.

## رئيس هيئة علماء المسلمين
أصبح رئيسا لهيئة علماء المسلمين التي أسسها عقب الغزو الأميركي للعراق من بين أهم القوى العراقية المناهضة للاحتلال وللعملية السياسية، وكذلك للطائفية ومشاريع الأقاليم الذي دعت إليها أطراف سنية، واعتبرت أنها مشاريع تفضي إلى تقسيم البلاد.

## تصريحاته ومواقفه
صرح «الضاري» في مقابلة له مع قناة الجزيرة في يوم الجمعة 5-10-2007 أن «القاعدة مِنّا ونحن منها» في إشارة منه إلى تنظيم القاعدة وأفتى أيضا بعدم قتالهم ووجه رسالة من قناة الجزيرة إلى «أسامة بن لادن» أن تكُف القاعدة من محاربة أبناء العشائر والمدنيين في العراق. 

## إتهامات موجهة ضِده
- كشفت قيادة عمليات بغداد، عن توفر أدلة لديها تؤكد تورط حارث الضاري بعمليات اغتيال ضباط ومسؤولين في بغداد. ونقلت وكالة أنباء كردستان عن الناطق الرسمي باسم عمليات بغداد اللواء قاسم عطا قوله إن «قيادة عمليات بغداد عثرت على معلومات في سيارة تعود لمجموعة إرهابية انفجرت بهم في منطقة نفق الشرطة تشير إلى تورط حارث الضاري بعمليات الاغتيال التي تستهدف الضباط والمسؤولين في الدولة». وأضاف أن«هناك أجندة إرهابية ينفذها أشخاص مقربون من الضاري وبإيعاز منه شخصيا في استهداف الضباط والتي برزت في العاصمة بغداد خلال الفترة القليلة الماضية» 
- الحكومة العراقية تتهم الضاري بأنه العقل المدبر لإدخال المجاميع «الإرهابية» إلى ساحات الاعتصام في الأنبار سنة 2013 ووالتي خلفت اشتباكات بين قوات الجيش وهذه المجاميع.
- أدرجت الحكومة الأمريكية ثلاثة عراقيين على قائمة الإرهاب من ضمنهم «الضاري» وجمدت أرصدتهم لدعمهم المجاميع المتطرفة، وأشارت الحكومة الأمريكية في بيان لها إلى أن حارث الضاري قام في أيار (مايو) 2008 بإصدار أوامره إلى قادة تنظيم القاعدة في العراق، بمهاجمة قوات التحالف ومجالس الصحوة الذين هُم من أبناء العشائر السنية وقامت خليتان تابعتان للقاعدة وكلتاهما تحت سيطرته بزرع عبوات ناسفة في الطريق الذي سلكته قافلة تابعة لقوات التحالف وشنُت كذلك هجوما بالأسلحة الخفيفة على نقاط تفتيش تابعة لعناصر «الصحوات العراقية» السُنيّة.

## وفاته

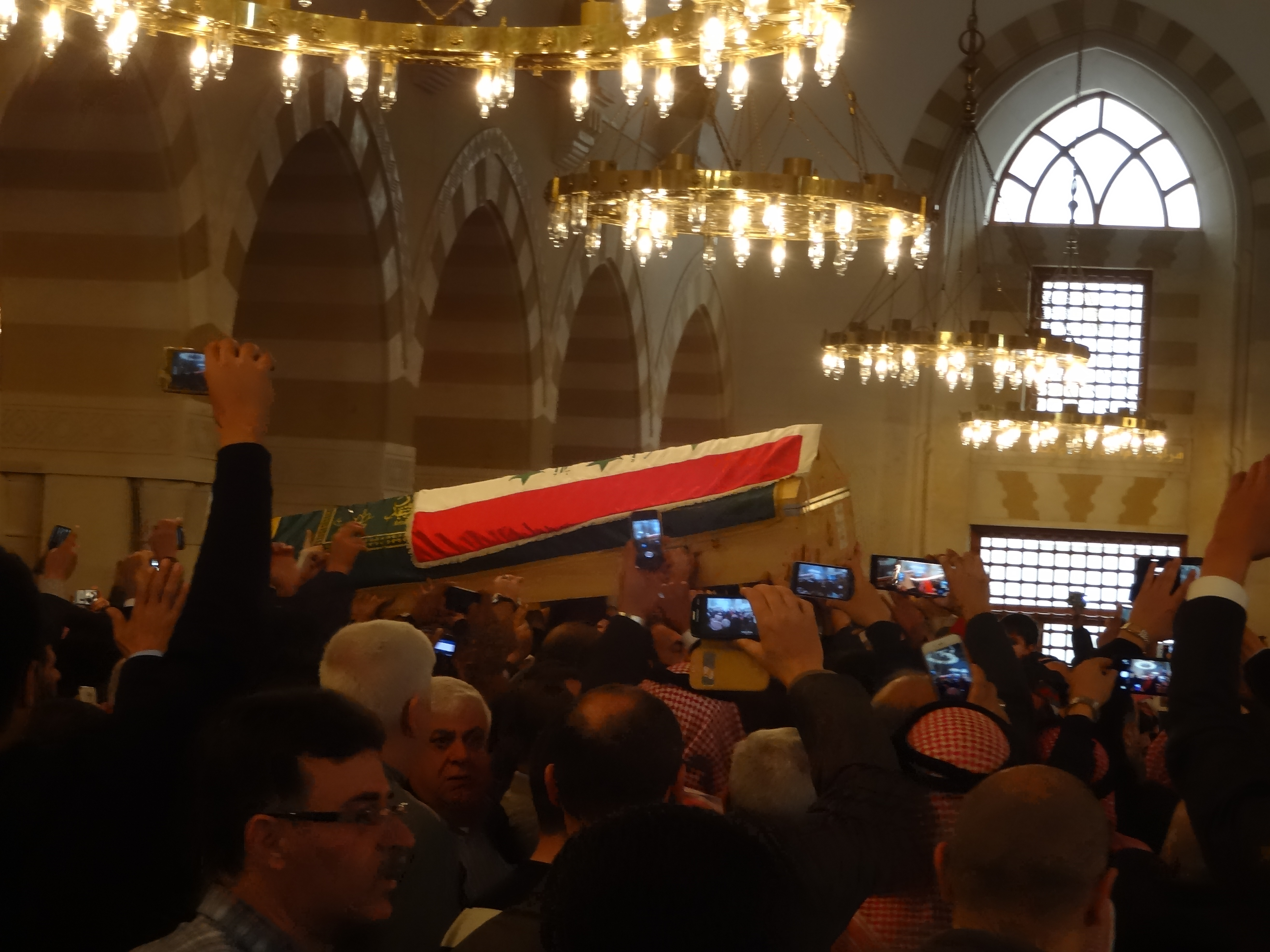
نقل جثمان الضاري من مسجد الحسين بن طلال إلى مقبرة سحاب جنوب عمان.

توفي حارث الضاري في مدينة إسطنبول بتركيا صباح يوم 12 مارس 2015، بعد معاناة طويلة من سرطان في الحلق. ونقل جثمانه إلى الأردن، حيث صليت عليه صلاة الجنازة في مسجد الملك الحسين بعد صلاة الجمعة يوم 13 مارس ونقل بعدها ليوارى الثرى في مقبرة سحاب جنوب العاصمة الأردنية.